# 17のポーランドの歌
17のポーランドの歌（じゅうななのポーランドのうた）作品74は、ポーランドの作曲家フレデリック・ショパンが作曲したポーランド語の歌曲集である。1857年にユリアン・フォンタナにより出版された（遺作）が、曲順は年代を反映していない。
作品は生前に発表されたものはほとんどなく、1829年頃から1847年頃にかけて作曲された（『願い』と『闘士』のみ生前に出版された）。フォンタナによれば、他にも多くの歌曲が作曲されたがその大半が失われたという。1910年には、『ドゥムカ Dumka』と『魔女 Czary』が出版された。この他にも真偽不明の作品が報告されている。
ショパンの歌曲はどれも出版を前提としておらず、個人的な動機で書かれたためにピアノの書法はシンプルであり、『願い』などの自筆譜ではピアノの上段パートがメロディとなっていて歌詞が書かれている（校訂版ではボーカルとピアノを分けて編集されている）。ショパンが得意としたマズルカは『願い』、『かわいい若者』などで用いられている。
フランツ・リストによる『願い』などの6曲のピアノ用編曲（後述）、ショパン自身による『春』のピアノ編曲版が知られる。

## 編成
ソプラノ、ピアノ

## 楽曲構成
()内は作詞者。
- 第1曲 - 願い Życzenie (ステファン・ヴィトヴィツキ（英語版）)
  - 『乙女の願い』の名で知られる。
- 第2曲 - 春 Wiosna (ステファン・ヴィトヴィツキ)
- 第3曲 - 悲しみの川 Smutna rzeka (ステファン・ヴィトヴィツキ)
- 第4曲 - 酒宴 Hulanka (ステファン・ヴィトヴィツキ)
- 第5曲 - 彼女の好きな Gdzie lubi (ステファン・ヴィトヴィツキ)
- 第6曲 - 私の見えぬところ Precz z moich oczu (アダム・ミツキェヴィチ)
- 第7曲 - 使者 Poseł (ステファン・ヴィトヴィツキ)
- 第8曲 - かわいい若者 Śliczny Chłopiec (ヨゼフ・ボーダン・ザレスキ（ポーランド語版）)
- 第9曲 - メロディ Melodia(ジグムント・クラシンスキ)
- 第10曲 - 闘士 Wojak (ステファン・ヴィトヴィツキ)
- 第11曲 - 二人の死 Dwojaki koniec (ヨゼフ・ボーダン・ザレスキ)
- 第12曲 - 私の愛しい人 Moja pieszczotka (アダム・ミツキェヴィチ)
- 第13曲 - 望みはない Nie ma czego trzeba (ヨゼフ・ボーダン・ザレスキ)
- 第14曲 - 指環 Pierścień (ステファン・ヴィトヴィツキ)
- 第15曲 - 花婿 Narzeczony (ステファン・ヴィトヴィツキ)
- 第16曲 - リトアニアの歌 Piosenka litewska (ステファン・ヴィトヴィツキ)
  - リトアニアの民謡を翻訳したもの。
- 第17曲 - 舞い落ちる木の葉 Śpiew z mogiłky (ヴィンチェンティ・ポル（ポーランド語版）)
  - 原題は『墓場より歌える』。11月蜂起の失敗を詠った詩集『ヤヌシュの歌 Pieśni Janusza』による。フォンタナの初版では検閲に遭い、後に出版された。

## 6つのポーランドの歌
フランツ・リストは全17曲の中から6曲を厳選しピアノ独奏用に編曲され、6つのポーランドの歌（むっつのポーランドのうた）S.480として1860年に出版された。曲のタイトルや歌詞の記載は、ポーランド語ではなくドイツ語で書かれている。
構成は以下の通り。
- 第1曲 - 乙女の願い Mädchens Wunsch(Życzenie)
  - 原題は『願い』。主題と3つの変奏からなる。
- 第2曲 - 春 Frühling(Wiosna)
- 第3曲 - 指環 Das Ringlein(Pierścień)
  - 原曲は第14曲。切れ目なく次の曲に入る。
- 第4曲 - バッカナール(酒宴) Bacchanal(Hulanka)
- 第5曲 - 私の愛しい人 Meine Freuden(Moja pieszczotka)
  - 原曲は第12曲。原曲よりも洗練された編曲となっている。
- 第6曲 - 家路 Die Heimkehr(Narzeczony)
  - 原曲は第15曲で原題は『花婿』。あまりにも自由な編曲のため、全曲中唯一歌詞の記載はされていない。